# V386 Близнецов
V386 Близнецов (лат. V386 Geminorum) — двойная затменная переменная звезда типа Алголя (EA) в созвездии Близнецов на расстоянии приблизительно 4888 световых лет (около 1499 парсек) от Солнца. Видимая звёздная величина звезды — от +14,5m до +12,24m. Орбитальный период — около 3,3083 суток.
Открыта Отто Моргенротом в 1935 году.

## Характеристики
Первый компонент — белая звезда спектрального класса A. Эффективная температура — около 9020 К.